# BMW F80
BMW M3 (F80) är en personbil, tillverkad av den tyska biltillverkaren BMW sedan 2013.

## BMW M3 (F80)
BMW M3 är byggd på BMW:s storsäljare 3-serien och finns i flera olika specialversioner. Nya generationens BMW M3 har fått karossnamnet F80 och beräknas visas hösten 2013.

## Motor
Motorn (S55) är en vidareutveckling på den motorn som sitter i BMW 335i (N55) det vill säga en sex cylindrig radmotor på 3,0 liter. Skillnaden är att F80 kommer att ha två stycken twin-scroll turbo som i sin tur ökar effekten avsevärt.

## Effekt
Den nya turbomatade motorn på 3,0 liter lämnar 421 Hk och 548 Nm. Effekten är alltså ungefär densamma som i M3 E90 men M3 F80 har i stället ett högre vridmoment.
M3 F80 är snabbare än sin föregångare, mest på grund av lägre vikt då lättviktsmaterial som kolfiber och aluminium används i större omfattning, men även på grund av det ökade vridmomentet.

## Växellåda
Motorn är kopplad till en sjustegad dubbelkopplingslåda som enligt BMW är den snabbaste växellådan dom någonsin tillverkat till någon av sina "M Bilar".